# 김민정 (1994년)
김민정(1994년 5월 3일 ~ )은 대한민국의 농구 선수이다. 한국여자프로농구(WKBL) 청주 KB 스타즈 소속으로, 포지션은 스윙맨이다. 2012년 10월 열린 2013 WKBL 신입선수 선발회에서 2라운드 1순위 (전체 7순위)로 청주 KB 스타즈에 지명되었다.

## 수상
- WKBL 식스우먼상: 2020